# Harold Lee Alden
Harold Lee Alden (* 10. Januar 1890 in Chicago, Illinois; † 3. Februar 1964 in Charlottesville) war ein US-amerikanischer Astronom.
Er arbeitete von 1925 bis 1945 zwanzig Jahre lang als Direktor an der Südsternwarte der Yale-Universität in Südafrika, ehe er an die University of Virginia zurückkehrte. Dort arbeitete er als Professor für Astronomie, Vorsitzender der astronomischen Fakultät und Leiter der Leander McCormick Sternwarte. Seine Hauptarbeitsgebiete waren die Messung stellarer Parallaxen, der Eigenbewegung von Sternen und die Beobachtung von veränderlichen Sternen mit langen Perioden.
Alden legte am 30. Juni 1960 seine Ämter an der University of Virginia nieder, um in den Ruhestand zu treten. In Würdigung seiner langen Zugehörigkeit zur Universität wurde ihm der Titel eines Professor emeritus verliehen.
Der Mondkrater Alden wurde nach ihm benannt.